# Poeoptera femoralis
El estornino de Abbott (Poeoptera femoralis) es una especie de ave paseriforme de la familia Sturnidae endémica de Kenia y Tanzania. Su hábitat natural son los bosques montanos húmedos tropicales. Esta especie está amenazada por la pérdida de hábitat. Su tamaño llega a ser de entre 16 a 18 cm (6.3 a 7.1 pulgadas) de largo, es la especie más pequeña de estornino.
El nombre común de la especie conmemora al naturalista William Louis Abbott (1860-1936).